# Homewood Canyon-Valley Wells
Homewood Canyon-Valley Wells is een plaats (census-designated place) in de Amerikaanse staat Californië, en valt bestuurlijk gezien onder Inyo County.

## Demografie
Bij de volkstelling in 2000 werd het aantal inwoners vastgesteld op 75.

## Geografie
Volgens het United States Census Bureau beslaat de plaats een oppervlakte van
137,4 km², geheel bestaande uit land.

## Plaatsen in de nabije omgeving
De onderstaande figuur toont nabijgelegen plaatsen in een straal van 56 km rond Homewood Canyon-Valley Wells.